# Jelena Anatoljewna Michailitschenko
Jelena Anatoljewna Michailitschenko (russisch Елена Анатольевна Михайличенко, englisch Elena Mikhaylichenko; * 14. September 2001 in Toljatti) ist eine russische Handballspielerin.

## Karriere
Jelena Michailitschenko begann im Alter von 9 Jahren das Handballspielen. Ab der Saison 2017/18 gehörte sie dem Kader des russischen Erstligistens GK Lada Toljatti an. Mit Lada wurde Michailitschenko in der Saison 2017/18 russische Vizemeisterin und gewann zusätzlich die russische U18-Meisterschaft. Zur Saison 2020/21 wechselte sie zum russischen Erstligisten PGK ZSKA Moskau. Im November 2020 riss bei einem Ligaspiel gegen GK Rostow am Don ihr vorderes Kreuzband im rechten Knie. Infolgedessen musste sie bis Mai 2021 pausieren. Mit ZSKA gewann sie 2021 und 2023 die russische Meisterschaft sowie 2022 und 2023 den russischen Pokal. Im Dezember 2023 legte sie aus gesundheitlichen Gründen eine Pause ein.
Michailitschenko gewann 2017 mit Russland die Silbermedaille bei der U-19-Europameisterschaft, die der Mannschaft jedoch später wegen eines Dopingverstoßes aberkannt wurde. 2018 belegte sie bei der U-20-Weltmeisterschaft den vierten Rang. Im selben Jahr gewann Michailitschenko bei der U-18-Weltmeisterschaft die Goldmedaille und wurde zusätzlich zum MVP des Turniers gewählt. Bei der U-19-Europameisterschaft 2019 wurde sie erneut zum MVP gewählt. Michailitschenko gehört mittlerweile dem Kader der russischen Nationalmannschaft an. Bei der Weltmeisterschaft 2019 gewann sie mit der russischen Auswahl die Bronzemedaille. Mit der russischen Auswahl gewann sie die Silbermedaille bei den Olympischen Spielen in Tokio. Michailitschenko wurde im Turnierverlauf in einem Spiel eingesetzt, in dem sie einen Treffer erzielte.